# Loïc Mallié
Pour les articles homonymes, voir Mallié.
Loïc Mallié, né en 1947, est un organiste français, titulaire des grandes orgues de l'église de la Sainte-Trinité de Paris.

## Biographie

### Formation
Loïc Mallié commence sa formation musicale au conservatoire de Rennes, où il obtient un premier prix d'orgue en 1968. Il entre ensuite au Conservatoire national supérieur de musique et de danse de Paris, où il obtient les premiers prix d'harmonie (1974), contrepoint et fugue (1975), improvisation (1978) et orgue (1979). Il est notamment l'élève d'Olivier Messiaen.
Il remporte le premier prix d'improvisation à l'orgue de Lyon en 1979, et le Grand Prix de Chartres en 1982.

### Carrière
Il est professeur au Conservatoire national supérieur de musique et de danse de Lyon. Il enseigne au Musikene de Saint-Sébastien (Espagne) depuis 2001.
Il est organiste titulaire de l'église Saint-Pothin de Lyon. En 2011, il devient organiste titulaire à l'église de la Sainte-Trinité de Paris. Il en est actuellement le titulaire honoraire.
Il se produit en concert en France et à l'étranger, seul ou avec accompagnement. Il a improvisé sur la finale du Championnat d'Europe de football 2016.

## Discographie
- Hector Berlioz, Loïc Mallié: Altissimo!, Karsten Dobers (alto) et Loïc Mallié (orgue), HORTUS 144, 2017[11].
- Loïc Mallié, onze improvisations sur des thèmes wagnériens, Hortus 917, 1998, enregistré à l'église de la Madeleine à Paris[12].